# Прокопий (magister militum)
Вижте пояснителната страница за други личности с името Прокопий.
Прокопий (Procopius; fl. 422-424) е генерал и политик на Източната Римска империя и баща на западно-римския император Антемий.
Той е син на Прокопий, (* 365) и внук по бащина линия на узурпатора от 365 г. Прокопий и половин племенник на Константин I.
Жени се за Луцина, дъщеря на Флавий Антемий, преториански префект (405-414), и сестра на Антемий Изидор и тя му ражда син, бъдещият император Антемий.
Започва кариерата си млад, 422 г. става dux или comes rei militaris на Изтока. Същата година се бие против сасанидите. Издига се и получава ранг на patricius и става magister militum per Orientem.